# لويس س. كاميلري
لويس س. كاميلري (بالإنجليزية: Louis C. Camilleri) هو مدير وشخصية أعمال أمريكي، ولد في 20 سبتمبر 1955 في الإسكندرية في مصر.

## وصلات خارجية
- لويس س. كاميلري على موقع مونزينجر (الألمانية)
- لويس س. كاميلري على موقع إن إن دي بي (الإنجليزية)